# 矢谷暢一郎
矢谷 暢一郎（やたに ちょういちろう、1946年 - ）は、心理学者、。島根県隠岐の島出身。
同志社大学・ユタ州立大学・オレゴン州立大学（修士）・ニューヨーク州立大学ストーニーブルック校（博士:心理学）などに在学。同志社大学在学中の1960年代後半、学友会中央執行委員長としてベトナム反戦デモの指揮をとった。
ニューヨーク州立大学教授を経て、ニューヨーク州立アルフレッド工科大学教授。

## 著作
- 「日本人の日本人によるアメリカ人のための心理学」鹿砦社、2014年
- 「アメリカを訴えた日本人 - 自由社会の裂け目に落ちて」 ISBN 4620308471